# 沃爾納特鎮區 (印第安納州蒙哥馬利縣)
沃爾納特鎮區（英語：Walnut Township）是位於美國印第安納州蒙哥馬利縣的一個行政鎮區。

## 地方資料
根據2010年美國人口普查的數據，沃爾納特鎮區的面積為94.30平方千米，當中陸地面積為94.30平方千米，而水域面積為0.00平方千米。當地共有人口1394人，而人口密度為每平方千米14.78人。